# Les Lolas
Albums de Pierre Bachelet
La Scène La ville ainsi soit-il
Pierre Bachelet est le 9e album studio, éponyme, de Pierre Bachelet, habituellement désigné comme Les Lolas ou Les Lola, titre du premier extrait. L'album est sorti en 1992 chez AVREP (BMG France).
Les rééditions de l'album et l'intégrale du chanteur incluent des versions différentes de Laissez chanter le français et de Je t'aime, etc.. De même, le titre Les Lola, en référence au personnage de Marlène Dietrich dans L'Ange bleu, a été transformé en Les Lolas, lors des publications suivantes de la chanson.

## Liste des titres
| No  | Titre                                | Paroles          | Musique                           | Durée |
| --- | ------------------------------------ | ---------------- | --------------------------------- | ----- |
| 1.  | Laissez chanter le français          | Jean-Pierre Lang | Pierre Bachelet                   | 4:30  |
| 2.  | Au revoir professeur                 | Jean-Pierre Lang | Pierre Bachelet                   | 4:03  |
| 3.  | À contre vent                        | Jean-Pierre Lang | Pierre Bachelet                   | 3:40  |
| 4.  | La Marée                             | Jean-Pierre Lang | Pierre Bachelet                   | 4:10  |
| 5.  | Ils se sont retrouvés                | Jean-Pierre Lang | Pierre Bachelet                   | 4:02  |
| 6.  | Et je me sens géant                  | Jean-Pierre Lang | Pierre Bachelet - Bernard Levitte | 4:15  |
| 7.  | Les Lola                             | Jean-Pierre Lang | Pierre Bachelet                   | 4:05  |
| 8.  | J'ai toujours envie de toi           | Jean-Pierre Lang | Pierre Bachelet                   | 4:55  |
| 9.  | Je t'aime etc….                      | Jean-Pierre Lang | Pierre Bachelet                   | 4:05  |
| 10. | Elle est ma guerre elle est ma femme | Jean-Pierre Lang | Pierre Bachelet                   | 4:25  |
| 11. | Ça devient trop                      | Jean-Pierre Lang | Pierre Bachelet                   | 3:40  |
| 12. | Gardiens de planète                  | Jean-Pierre Lang | Pierre Bachelet                   | 3:30  |

## Singles extraits de l'album
- Les Lola (ou Les Lolas sur le CD single) / Ils se sont retrouvés
- Elle est ma guerre, elle est ma femme / Je t'aime etc.
- Laissez chanter le français / À contre vent